# Christian Weisenborn
Christian Weisenborn (* 1947 in Berlin) ist deutscher Dokumentarfilmer und Produzent.

## Leben
Christian Weisenborn kommt aus einer Künstlerfamilie. Seine Eltern sind die Musikerin Joy und der Schriftsteller Günther Weisenborn. Er wuchs in Hamburg und Berlin auf. 1974 absolvierte die Hochschule für Fernsehen und Film in München.
Anschließend gründete er die Nanuk-Filmproduktion,[1] mit der er sich auf Dokumentarfilme spezialisierte. Neben seiner Arbeit als Filmemacher übernahm Weisenborn im Lauf der Jahre immer wieder auch Lehrtätigkeiten, so etwa an der Hochschule für Fernsehen und Film – HFF (1978–83) und bei Seminaren und Workshops unter anderem in Singapur, Ägypten und Bangladesch.[2]

## Filmografie (Auswahl)
- 2019: Taxi nach Lochness
- 2017: Die guten Feinde. Mein Vater, die Rote Kapelle und ich.
- 2014: Verräterkinder. Töchter und Söhne von Widerstandskämpfern.
- 2012: Ein Sommer im goldenen Landl. Ein Film über Garmisch-Partenkirchen.
- 2011: Josef Bulva – Das große Comeback. Nach seinem schweren Unfall 1996 tritt der berühmte Pianist wieder auf.
- 2010: Was ich bin, sind meine Filme, Teil 2 – Nach 30 Jahren. Werner Herzog und seine Dokumentarfilme.
- 2009: 100 Pfoten für den Sieg. Schlittenhunde-Weltmeisterschaft in Canada.
- 2009: Legenden – Peter Frankenfeld. Portrait des großen Entertainers.
- 2009: Pater Florian von Bayern. Die ungewöhnliche Mission des Wittelsbacher Prinzen.
- 2008: Grüss Gott Gams! Fex und die Wildschützen der Alpen.
- 2007: Die Erben – Gloria von Thurn und Taxis
- 2007: Seebären der Ägäis. Besuch der Kykladen im Winter.
- 2007: Top-Secret, die Geschichte der Spionage. 3 Folgen: Helden und Verräter. Agenten im Kalten Krieg. Die globale Herausforderung
- 2007: Mein Qingdao-Tagebuch. Portrait der chinesischen Stadt Qingdao.
- 2006: Legenden – Pelé. Portrait des Fußballspielers.
- 2005: Der Kommunismus – Geschichte einer Illusion. 3 Folgen: Sieg der Revolution/Aufstieg zur Supermacht/Zerfall der Macht.
- 2004: Der Cup der Guten Hoffnung. Fußball-Weltmeisterschaft der Obdachlosen.
- 2003: Taxi nach Capri. Mit 88 auf großer Tour.
- 2003: Legenden – Franz Beckenbauer. Portrait des Fußballspielers.
- 2002: Abenteurer – Rüdiger Nehberg. Portrait des Abenteurers.
- 2001/02: Legenden – Muhammad Ali. Portrait des Boxers.
- 2001: Meine Welt – Deine Welt. 16 Filme zum Thema Kinder und Umwelt in Deutschland und China.
- 1999/00: Worldcourier 2000. 6 Folgen: Familienportraits aus Kambodscha, Vietnam, China, Mongolei, Indien, Bangladesch
- 1999: Der Ball ist ein Sauhund. Werner Herzog trifft Rudi Gutendorf.
- 1999: Legenden – Niki Lauda. Portrait des Rennfahrers.
- 1997: Die unsichtbaren Mörder. Minen und ihre Opfer in Kambodscha.
- 1997: Das Elbsandsteingebirge. Portrait einer Landschaft.
- 1996: Anita gegen Spiegel-TV. Eine Gegendarstellung.
- 1995/96: Krückenkinder lernen Laufen. Ein ukrainischer Arzt behandelt spastisch gelähmte Kinder aus Deutschland. (Kurzfassung, 45 Min.)
- 1995/96: Truskawetz – Reise in die Hoffnung. Ein ukrainischer Arzt behandelt spastisch gelähmte Kinder aus Deutschland. (Langfassung, 80 Min.)
- 1994: Sampling. Musik-Video aus Cuba.
- 1993/94: Tag-X. Reportage-Reihe: Roland Emmerich dreht Stargate, Haute Couture-Woche in Paris mit Karl Lagerfeld, eine Misswahl in Deutschland.
- 1993: Rumba, Rum und die Schwierigkeiten zu leben. Portrait einer Tänzerin aus Havanna.
- 1991: Mein Vater, mein Land... Ein Huli-Krieger aus dem Hochland Papua-Neuguineas unterrichtet seinen Sohn in der Kunst des Lebens und Überlebens.
- 1990: Kontext-3. Über einen Filmworkshop in Manila.
- 1990: Kontext-5. Bericht über die Arbeit des Goethe-Instituts in Neu-Delhi.
- 1988–1992: Geschichten von anderswo. 19 Sendungen Jugendliche und Kinder aus Thailand, Brasilien, Philippinen, Cuba, St. Lucia, St. Vincent, Indien, Papua-Neu Guinea.
- 1987: Zu Besuch bei Rolf Zehebauer. Portrait des Filmarchitekten.
- 1985/86: Der Tropfen und der heiße Stein. Deutsche Ärzte in den Philippinen.
- 1984: Spark of Courage. Outcome des Film-Workshops in Manila.
- 1983: Vom Ende der Zeit. Zwei Familien testen ihren Atombunker. (Langfassung 90 Min.)
- 1983: Der Rest ist Gottvertrauen. Zwei Familien testen ihren Atombunker. (Kurzfassung 45 Min.)
- 1981–86: Da schau her! Filmreihe für Jugendliche und Kinder.
- 1978/1979: Profis. Ein Jahr Fußball mit Paul Breitner und Uli Hoeneß.
- 1978: Torwartkurs mit Sepp Maier. 10 Teile à 10 Minuten.
- 1978: Was ich bin, sind meine Filme. Ein Portrait des Regisseurs Werner Herzog. (Teil 1)
- 1976–1980: Der Rasen ihrer Träume. Langzeitbeobachtung junger Fußballspieler aus der Schülernationalmannschaft.
- 1974–1975: Die Prinzengarde. Wer wird Fußballstar? Reportage über 5 junge Schüler-Nationalspieler.
- 1972: Dienst ist Dienst (Weil er Palästinenser ist)